# Baobab Grandidiérův
Baobab Grandidiérův (Adansonia grandidieri) je jeden ze šesti druhů baobabů endemicky se vyskytujících na ostrově Madagaskar. Mnoho lidí jej hodnotí jako nejhezčí baobab, což je i důvodem, proč se právě s ním lze nejčastěji setkat na fotografiích madagaskarských baobabů.
Druh poprvé popsal v roce 1893 Henri Ernest Baillon. Název dostal po francouzském botanikovi Alfredu Grandidierovi (1836–1921).

## Výskyt
Roste v jihozápadní části Madagaskaru mezi jezery Lac Ihotry a Bereboka.

## Popis
Grandidiérův baobab je největším z rodu Adansonia. Kmen dorůstá až 25 m do výšky a nabývá až třímetrového průměru. Válcovitý kmen je pokryt hladkou hnědočervenou kůrou. Ve vrcholové partii vytváří plochou korunu. Plody dozrávají v listopadu a prosinci, obsahují jedlá semena ledvinovitého tvaru.